# Listrognathus orientalis
Listrognathus orientalis là một loài tò vò trong họ Ichneumonidae.